# Coronadit
Coronadit ist ein häufig vorkommendes Mineral aus der Mineralklasse der Oxide und Hydroxide. Es kristallisiert im monoklinen Kristallsystem mit der chemischen Zusammensetzung Pb(Mn4+6, Mn3+2)O16. Er besteht somit aus Blei (28 %), Mangan (49 %) und Sauerstoff (23 %). Das Mineral bildet fasrige, traubenförmige Aggregate.

## Etymologie und Geschichte
Das Mineral wurde 1904 von W. Lindgren und W. F. Hillebrand in der Coronado-Mine in Arizona, USA entdeckt. 1923 wurde die Eigenständigkeit des Minerals von Ernst Emerson Fairbanks in Frage gestellt, nach dessen Theorie Coronadit eine Mischung von Hollandit und einem unbekannten Mineral wäre. Das konnte jedoch nicht bestätigt werden, sodass das Mineral heute als eigenständig zählt und anerkannt ist.
Die Mine, in der der Coronadit gefunden wurde, ist nach dem spanischen Conquistador Francisco Vasquez de Coronado (1500–1554) benannt, der den Südwesten Amerikas entdeckte und erforschte. Deshalb ist nicht klar, ob das Mineral nach eben jenem Entdecker benannt ist oder nach der Typlokalität (Stelle der Erstbeschreibung), der Mine Coronado.
Das Mineral wurde vor der Gründung der CNMNC entdeckt und ist daher grandfathered.

## Klassifikation
In der mittlerweile veralteten, aber noch gebräuchlichen 8. Auflage der Mineralsystematik nach Strunz gehörte der Coronadit zur Mineralklasse der „Oxide und Hydroxide“ und dort zur Abteilung der „Oxide mit Metall zu Sauerstoff im Verhältnis 1 zu 2“, wo er in der Kryptomelan-Gruppe mit der System-Nr. IV/D.08 und den weiteren Mitgliedern Manjiroit, Kryptomelan, Strontiomelan, Priderit, Henrymeyerit, Mannardit, Redledgeit, Hollandit und Cesàrolith.
Die seit 2001 gültige und von der International Mineralogical Association (IMA) verwendete 9. Auflage der Strunz’schen Mineralsystematik ordnet den Coronadit ebenfalls in die Klasse der „Oxide und Hydroxide“ und dort in die Abteilung der „Metalloxide mit dem Stoffmengenverhältnis M : O ≤ 1 : 2“ ein. Diese ist allerdings weiter unterteilt nach den in der Verbindung dominierenden Metallionen, so dass das Mineral entsprechend seiner Zusammensetzung in der Unterabteilung „mit großen (und mittelgroßen) Kationen“ zu finden ist, wo es Namensgeber der jetzt entstandenen „Coronadit-Gruppe“ mit der System-Nr. 4.DK.05a und den weiteren Mitgliedern Ferrihollandit, Hollandit, Kryptomelan, Manjiroit und Strontiomelan ist.
Die vorwiegend im englischen Sprachraum gebräuchliche Systematik der Minerale nach Dana ordnet den Coronadit in die Klasse der „Oxide und Hydroxide“ und dort in die Abteilung der „Mehrfachen Oxide“ ein. Dort bildet er mit Hollandit, Kryptomelan, Manjiroit, Strontiomelan und Henrymeyerit die „Kryptomelan-Gruppe“.

## Kristallstruktur
Coronadit kristallisiert monoklin in der Raumgruppe I2/m (Raumgruppen-Nr. 12, Stellung 3) mit den Gitterparametern a = 9,938 Å, b = 2,8678 Å und c = 9,834 Å sowie einer Formeleinheit pro Elementarzelle. Die Kristallstruktur von Coronadit ist vergleichbar mit der von Hollandit.

## Eigenschaften

### Chemische Eigenschaften
Coronadit ist gut löslich in Säuren. Zudem kann das Mineral Spuren von Aluminiumoxid, Siliciumdioxid, Eisen(III)-oxid und Kupfer(II)-oxid beinhalten. Je nach Fundort sind die Beimengungen mehr oder minder stark ausgeprägt.

### Physikalische Eigenschaften
Coronadit hat einen ausgeprägten Pleochroismus. Es scheint dunkelbraun bis grau.

## Bildung und Fundorte

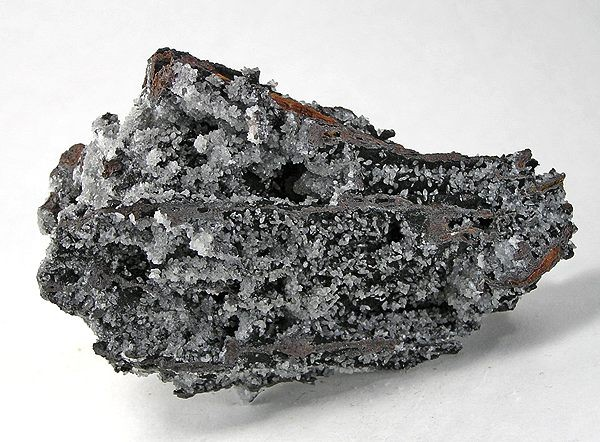
Coronadit, zusammen mit Smithsonit, gefunden bei Broken Hill, New South Wales, Australien

Coronadit tritt oft in Paragenese mit Hollandit, Pyrolusit und anderen Mangan-Mineralen auf.
Coronadit kann an ca. 200 Orten gefunden werden.
Als Typlokalität gilt der „Horse-Shoe“-Schacht in der Coronado-Mine in Arizona, USA.
In Deutschland tritt das in einigen Bundesländern auf. In Baden-Württemberg gibt es drei Fundorte im Schwarzwald (Gengenbach, Titisee-Neustadt und Wolfach), sowie im Kaiserstuhl-Gebirge in Bötzingen und in Kraichgau in Bruchsal. In Bayern gibt es einen Fundort in der Oberpfalz in Freihung. In Niedersachsen gibt es einen Fundort in Clausthal-Zellerfeld im Harz. In Nordrhein-Westfalen gibt es im Bergischen Land einen Fundort in Engelskirchen und im Siegerland in Eiserfeld sowie Neunkirchen. In Rheinland-Pfalz gibt es einen Fundort in Hunsrück, einen im Lahntal und einen im Westerwald. In Sachsen gibt es einen Fundort in Callenberg.
In Österreich gibt es einen Fundort. Dieser liegt in Osttirol im Kalsertal.
In der Schweiz gibt es einen Fundort im Kanton Wallis in Fäld.
Ansonsten kann Coronadit in Australien, Bolivien, Brasilien, Bulgarien, Chile, China, Frankreich, Griechenland, Ungarn, Indien, Indonesien, Iran, Irland, Italien, Japan, Jordanien, Kasachstan, im Kosovo, Mexiko, der Mongolei, Marokko, Namibia, Norwegen, Portugal, Rumänien, Russland, Sambia, der Slowakei, Südafrika, Spanien, Togo, der tschechischen Republik, der Ukraine, dem Vereinigten Königreich, den Vereinigten Staaten von Amerika und Usbekistan gefunden werden.